# Steinbeck (Schwinge)
Der Steinbeck ist ein 8,7 Kilometer langer Bach im Landkreis Stade, der von rechts und Süden in die Schwinge mündet.

## Geografie

### Verlauf
Der Steinbeck entsteht bei Helmste. Er wird von mehreren Quellbächen gespeist. Er verläuft bei Helmste zunächst in nordwestliche Richtung, bevor er hinter Helmste bei Zuckerberg in nördliche Richtung schwenkt. Kurz hinter der Querung durch die Kreisstraße 30, die die Landesstraße 124 und die Bundesstraße 73 verbindet, fließt dem Steinbeck von rechts der Helmster Moorgraben zu, der u. a. Teile des Feerner Moors entwässert. Hier ändert der Steinbeck seinen Verlauf wieder in nordwestliche Richtung, die er bis Hagen beibehält. In Hagen verläuft der Steinbeck dann in südwestliche Richtung bis nach Hagenermühle. Dort ist der Bach zu einem Mühlenteich aufgestaut. Das letzte Stück bis zur Mündung in die Schwinge verläuft wieder in nordwestliche Richtung.
Der Verlauf des Steinbeck ist größtenteils begradigt. Lediglich im Bereich des gleichnamigen Naturschutzgebietes Steinbeck oberhalb der Kreisstraße 30 und unterhalb der Landesstraße 124 verläuft der Bach teilweise naturnah durch Auwälder. Bei der Begradigung des Bachlaufs wurde auch die Sohle stark verändert. Die natürlich vorkommenden Kiessubstrate fehlen vielfach.
Während der Bach im Bereich des Naturschutzgebietes „Steinbeck“ durch eine überwiegend naturnahe Niederung fließt, reichen die landwirtschaftlichen Nutzflächen am Oberlauf des Baches bis an die Böschungskante.